# Patrick Miedema
Patrick Miedema (IJsselstein, 19 november 1990) is een Nederlandse handbalspeler die sinds 2022 uitkomt voor Hurry-Up.

## Biografie
Miedema speelde in Nederland bij Nieuwegein, E&O en bij Volendam, waarmee hij deelnam aan de European Cup Winners' Cup. In 2012 verruilde hij E&O voor het Duitse HSG Nordhorn-Lingen. Na 10 jaar bij HSG Nordhorn-Lingen gehandbald koos Meidema om een contract van 2 jaar af te sluiten bij Hurry-Up
Miedema debuteerde voor het Nederlands handbalteam op 8 juni 2011 tegen Noorwegen.